# 大清水隧道 (蘇花公路)
大清水隧道是台灣花蓮縣秀林鄉的一座公路隧道，位於台九線蘇花公路上，北口銜接下清水橋，南口以明隧道方式銜接13號隧道（錦文隧道北）。
大清水隧道於民國77年（1988年）4月12日興建，民國79年（1990年）11月2日竣工，長度521公尺。此隧道完工後，車輛不須再行經清水斷崖外側路段。
民國112年 ( 2023年 ) 1月11日晚上23時55分，因前期地震鬆動加上降雨影響，導致台9線159K+300大清水隧道南口的明隧道上邊坡，節理破碎岩塊從30公尺以上高處崩落，衝擊動量超過明隧道耐受度，壓毀17公尺長混凝土明隧道及8公尺鋼構明隧道，總受損長度約25公尺，坍方量估計約1200立方公尺，造成明隧道毀損及道路阻斷而雙向無法通行。在後續長期方案中，此路段已列入蘇花安計畫，規畫繞過此路段約10公里的長隧道方案將加速推動，目前綜合規劃已完成報部審查中，環評預定年底報環保署。
2024年4月3日，隧道北口的下清水橋因2024年4月花蓮地震時遭下落岩塊衝擊毀損，造成蘇花公路全線中斷，南口明隧道頂版亦有破損。同年5月14日，南口明隧道進行頂版修復的鋼筋切除作業時，不慎引燃防落石的廢輪胎發生大火造成交通中斷。